# S/2011 J 1
S/2011 J 1 é o 66º satélite natural de Júpiter. Foi descoberto por Scott Sheppard em 2011.

## Dados orbitais
O S/2011 J 1 orbita em torno de Júpiter com um semieixo maior com cerca de 20.155.290 000 km em cerca de 582 dias, com uma excentricidade de 0,2963. A órbita deste satélite é retrógrada, com uma inclinação de cerca de 162,83°; em conformidade, a lua se move na direção oposta à rotação do planeta.

## Descrição
Devido a sua órbita ainda não ter sido determinada com precisão, o satélite mantém a sua designação provisória, o que indica que ele foi o primeiro satélite de Júpiter descoberto em 2011.